# تركي نامس
تركي علي نامس (مواليد 30 يونيو 1997) هو لاعب كرة قدم سعودي يلعب حالياً في نادي الجندل.

## مسيرة اللاعب
لعب في نادي حطين ونادي الزلفي ونادي نيوم ونادي الجندل.